# Clive Deamer
Clive Deamer (Bath, Inglaterra) es un baterista inglés componente de la banda de jazz rock Get the Blessing, conocido principalmente por su colaboración con los grupos Portishead y Radiohead.

## Biografía
De 1983 a 1985 fue batería de la banda Hawkwind, y posteriormente, del grupo Big Town Playboys, con quien ha grabado varios álbumes, como Crazy Legs (1993) junto a Jeff Beck. Con la banda inglesa Portishead grabó como músico adicional los álbumes Dummy (1994), Portishead (1997) y Roseland NYC Live (1998), además del tema «Threads» de Third (2008). Ha salido de gira con el grupo en varias ocasiones.
En 1997, como parte del grupo Reprazent de Roni Size, grabó el álbum  New Forms. En 2000 formó junto a Jim Barr, Jake McMurchie y Pete Judge, la banda de jazz rock Get the Blessing (previamente conocida como The Blessing), con la que ha grabado varios álbumes.
De 2001 a 2007, tocó junto a Robert Plant en su banda de apoyo Strange Sensation, grabando los álbumes Dreamland (2002) y Mighty ReArranger (2005), y tocando en varias giras mundiales. Paralelamente, también trabajó con el cantante francés Damien Saez para los álbumes God Blesse/Katagena (2002), Debbie (2004) y Paris (2008), además de participar en la formación Yellow Tricycle (donde Damien Saez canta en inglés) para el álbum A Lovers Prayer (2009). En 2007 grabó con Siouxsie Sioux en su álbum Mantaray.
Entre 2011 y 2012, actuó junto a Radiohead como batería adicional para la gira del álbum The King of Limbs, apareciendo en el video álbum en directo The King of Limbs: Live from the Basement (2011). En 2014 colaboró con Jonny Greenwood y Colin Greenwood de Radiohead en el tema «Under The Paving-Stones, The Beach!», realizado para la banda sonora de la película Inherent Vice de Paul Thomas Anderson. Participó en la percusión del tema «Ful Stop» del álbum A Moon Shaped Pool (2016) de Radiohead, y es nuevamente segundo batería de la banda en la gira del citado álbum entre mayo y octubre de 2016, de marzo a julio de 2017, y entre abril y agosto de 2018.
Otros artistas con los que ha colaborado han sido Loreena McKennitt, Alison Moyet o Stephanie McKay.

## Instrumentos
Clive Deamer toca tanto baterías Ludwig como Gretsch, y unos platillos Zildjian.